# Lithostege clarae
Lithostege clarae is een vlinder uit de familie spanners (Geometridae). De wetenschappelijke naam is voor het eerst geldig gepubliceerd in 2004 door Gaston & Redondo.
De soort komt voor in Europa.